# Ленина (посёлок, Быховский район)
Ле́нина (бел. Леніна) — посёлок в составе Новобыховского сельсовета Быховского района Могилёвской области Беларуси. До 2013 года в составе Нижнетощицкого сельсовета.

## Население
- 1940 год — 122 жителя
- 1982 год — 26 жителей
- 2009 год — 6 жителей